# Pförtner (schlesisches Adelsgeschlecht)

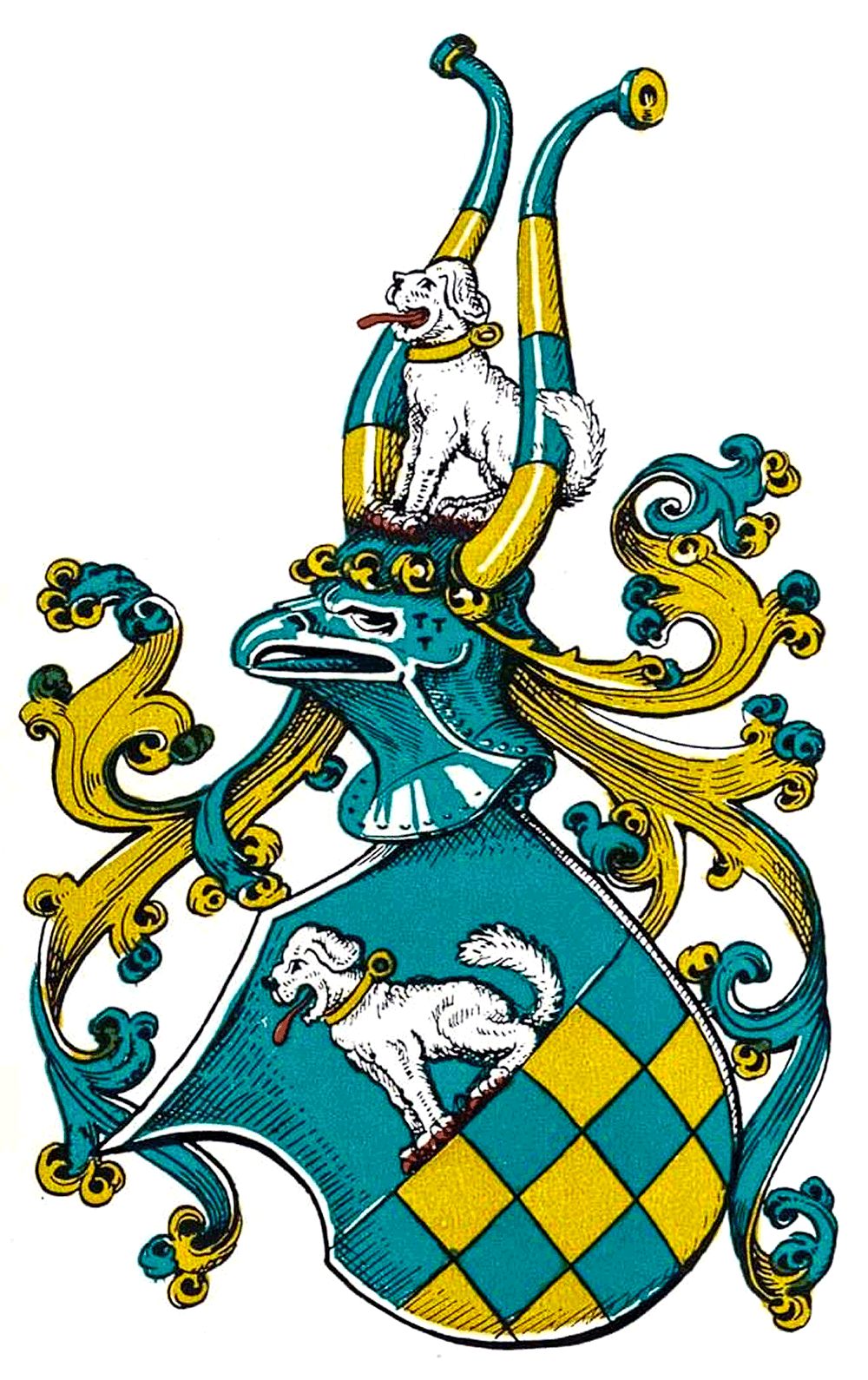
Wappen derer von Pförtner (Rudolf Stein)

Pförtner (auch Pförtner von der Hölle, Pförtner von der Hell) ist der Name eines alten, weitverzweigten schlesischen Adels- und Patriziergeschlechts, das später in den Landadel aufging. Die in den böhmischen Adels- und Reichsritterstand erhobene Familie schloss im Laufe der Jahrhunderte Allianzen mit zahlreichen schlesischen Uradelsgeschlechtern und ratsfähigen Breslauer Patriziergeschlechtern. Außer in Schlesien waren die Pförtner auch in der Niederlausitz und der Mark Brandenburg ansässig und begütert.

## Geschichte
Das Geschlecht stammte aus dem Herzogtum Schweidnitz-Jauer. Erst von Schweidnitz aus breiteten sich Linien im 15. und 16. Jahrhundert weiter nach Breslau, Neumarkt und Freystadt aus. Bereits Sinapius berichtete von einem Heinze Pförtner († 1299), welcher auf Grund seiner Kriegsverdienste von Herzog Bolko I. von Schweidnitz 1274 das Gut Weizenrodau bei Schweidnitz erhielt und mit dem auch die Stammreihe beginnt. 1320 ist Heinrich Pfortner als Bürger von Reichenbach beurkundet. Im Oktober 1418 erwarb der Urenkel von Heinze, Ernst Pförtner, das Gut Höllen bzw. Höllau, einen nach Pusch heute nicht mehr existierenden Ort bei Löwenberg. In Folge nannten sich seine Nachkommen Pförtner von der Hölle bzw. Pförtner von der Hell.

### Linien Breslau, Neumarkt und Schweidnitz
Unter den Söhnen von Ernst Pförtner teilte sich der Stamm in drei Linien: Hieronymus Pförtner auf Weizenrodau gründete die Linie Breslau, der kaiserliche Rittmeister und Kriegsrat Heinrich Pförtner die Linie Neumarkt, sowie Balthasar Pförtner die dort verbliebene Linie Schweidnitz. Heinrich Pförtner erhielt am 24. November 1438 einen kaiserlichen Adels- und Wappenbrief. Der Sohn von Balthasar, Dominikus Pförtner († 1540), war Ratsherr, Bürgermeister von Schweidnitz sowie 1520 Kanzler des Fürstentums Schweidnitz-Jauer. Am 8. August 1563 erlangte Ernst Pförtner von der Hölle den Adelsstand und Bestätigung seiner vier Heerschilde. Von 1596 bis 1657 waren zwei Pförtner im Breslauer Rat vertreten. Als einer der bedeutendsten Angehörigen der Linie Breslau diente Ernst von Pförtner († 1657), auf Pöpelwitz und Pilsnitz, als königlicher Mann- und Landesältester sowie als Präses von Breslau und Direktor des Burglehens Namslau. Darüber hinaus war er in diplomatischer Tätigkeit am kaiserlichen Hof in Wien tätig. Im Fürstentum Breslau besaß er unter anderem die Güter Pöpelwitz, Pilsnitz, Schweinern, Groß und Klein Schottgau, Sibischau, Jäschgüttel usw. Seinem Wappen mit der Jahreszahl 1657 zufolge wurde er in der Elisabethkirche in Breslau beigesetzt.

### Linien Freystadt
Die bei Pusch nicht aufgeführte Linie Freystadt ging auf den Ratsherren und Bürgermeister von Freystadt Tiburtius Pförtner von der Hölle († 1553) zurück. Seinem Urenkel Johann Melchior Pförtner wurde am 2. Mai 1722 in Laxenburg der böhmische Adelsstand und am 4. Oktober 1723 in Prag der Reichsritterstand verliehen sowie durch ein kaiserliches Reskript an die Breslauer Oberamtsregierung vom 2. Mai 1722 bzw. 4. Oktober 1723 bekannt gemacht. 1806 erscheint Karl Gottlob von Pförtner auf Döhringau und Netschütz als Landrat des Kreises Freystadt.

## Standeserhebungen
- 24. November 1438: kaiserlicher Adels- und Wappenbrief
- 8. August 1563: Wappenbesserung und Adelsbestätigung
- 2. Mai 1722: böhmischer Adelsstand
- 4. Oktober 1723: Reichsritterstand

## Wappen

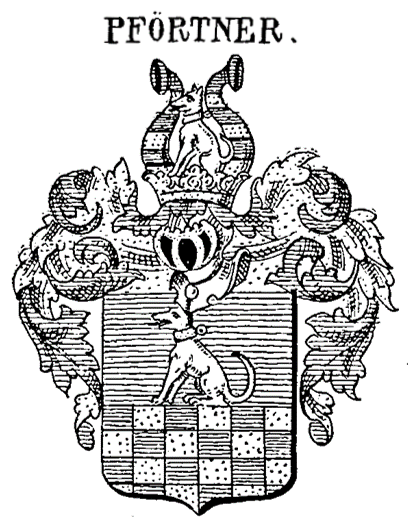
Wappen derer von Pförtner in Siebmachers Wappenbuch

„Dero [von Pförtner] Wappen præſentirt im getheilten Schilde einen gelb und blauen Schach, auf welchem im blauen Ober-Theile ein weißer Wind-Hund sitzt. Auf der Crone des Helmes dergleichen ſitzender Hund zwischen zwey mit gelb und blau wechselnden Hörnern. Die Helm-Decken auch gelb und blau.“

## Genealogie (Auswahl)

### Hauptlinie
Der Stammvater aller Pherteners und Phorteners ist Ritter Hainco (auch Heintze) Phortener (* um 1224 in Schweidnitz; † Okt. 1299 auf Weitzenrode (-rodau) bei Schweidnitz). Er hatte eine Tochter und drei Söhne; alle nannten sich Phortener de Weizenrode. Herzog Boleslaw II., genannt Bolco zu Liegnitz und Schweidnitz, beschenkte den Ritter Hainco Phortener 1274 mit dem Rittersitz, Gut und Dorf Weitzenrode bei Schweidnitz im Fürstenthum Schweidnitz-Jauer mit allem Zubehör, Lehensleuten, Gärtnern, Kmothonen usw. für seine treu geleisteten Kriegsdienste und generelles Wohlverhalten im Kampf. Seine Frau ist unbekannt geblieben. Die Familien der beiden älteren Söhne Nicolaus und Henricus sind erloschen. 
- Der dritte Sohn, Conradus (* Schweidnitz 1309; † ebd. 1364), war Pförtner der Stadt, dann herzoglicher Getreuer, Tuchmacher und Fernhändler, hatte Häuser und Grundstücke in Schweidnitz. Er heiratete Sophie de Boleslaw (später von Bunzlau) (* Breslau um 1317; † Schweidnitz 1336), die kurz nach der Eheschließung starb. Mit seiner zweiten Frau Agnes von Gancze (später von Kanth) (* Breslau um 1316; † Schweinitz 17. August 1358) hatte er drei Söhne, von denen nur Hentschel und Ernestus überlebten.
  - Hentschel Phortener (* Weitzenrode um 1339; † ?), besaß Helle, nannte sich Hentschel Phortener zur Helle (Hellau) bei Löwenberg, 1366 urkundlich[13]
  - Ernestus Pförtner von der Hölle († Oktober 1418), Herr auf Weizenrodau und Hellen, ⚭ Barbara Schlottknecht aus Breslau
    - Hieronymus Pförtner von der Hölle († 14. August 1460), Ratsherr in Schweidnitz (seit 1439): Herr auf Weizenrodau (seit 1451), ⚭ 1.) Katharina von Hörnig(k) a. d. H. Bogenau, ⚭ 2.) Agnes von Popplau a. d. H. Nimkau (Kreis Neumarkt)
      - Hieronymus Pförtner von der Hölle († 5. Mai 1503), Herr auf Weitzenrode ⚭ Hedwig von Prockendorf (auch Brockendorf)
        - Adam Pförtner († 5. Mai 1532), Herr auf Tunkendorf und Pilzen, Schöffe in Schweidnitz, ⚭ Beatrix Herdan von Teichenau
          - Paul Pförtner († 1560 in Breslau), Herr auf Zweibrodt, ⚭ Juliana von Jenkwitz genannt Posadowsky
            - Anna Pförtner (* 1552), ⚭ Gregor von Barth, kaiserlicher Rentmeister und Oberbergmeister in Schlesien
            - Magdalena Pförtner († 1612), ⚭ Martin von Barth genannt Partisch, auf Zweibrod, Biergefälleeinnehmer in Breslau
            - Prisca Pförtner († 1581), ⚭ Niklas von Heugel und Pollogwitz

          - Katharina Pförtner († 21. Januar 1578), ⚭ 1. Vipert Schwab von Buchen, Syndikus in Breslau, ⚭ 2.) Sebastian von Tommendorf
          - Siegmund Pförtner († 1577), auf Weitzenrode, Tunkendorf und Pilzen, ⚭ Barbara von Reibnitz († 1578 in Pilzen bei Breslau) auf Kreisau 
            - Adam Pförtner († 20. September 1633), auf Pilzen und Tunkendorf, ⚭ 1.) Rosine von Pförtner, ⚭ 2.) Catharina von Mühlberg, ⚭ 3.) Anna Freiin von Sack auf Blumenau, Jeschkendorff usw.

        - Eva Pförtner, ⚭ Melchior Münzer, in Schweidnitz, Apotheker und Medikus († 1559)
        - Barbara Pförtner, ⚭ Wenzel Fürstenauer von Fürstenau († 1590), auf Bögendorf, Lissa, Döbschütz, Zodel, Klingwalde und Arnsdorff
        - Kaspar Pförtner von Hellen († 18. Juni 1554), auf Pöpelwitz und Pilznitz, ⚭ 1.) Kunigunde von Heiland, auf Schliesa ⚭ 2.) Hedwig von Schindel und Schönfeld, auf Schindel, Schönfeldt und Leutmannsdorf
          - Hedwig von Pförtner, ⚭ Balthasar (Balzer) Lange, Tuchhändler in Breslau
          - Martha von Pförtner, ⚭ Balthasar von Betsch bzw. auch Betschow(ski), auf Eckersdorf und Althofdürr
          - Elisabeth von Pförtner († Prag 1609), ⚭ Jabob Heintze von Weissenrode († Prag 12. September 1611), Registrator und Expeditor der böhmischen Hofkanzlei in Prag
          - Kaspar von Pförtner († 5. Januar 1610), auf Pöpelwitz, Ratsherr und Senator in Breslau, ⚭ 1.) Anna von Uthmann, ⚭ 2.) Martha John von Cosel
            - Kaspar von Pförtner, kaiserlicher Major, Groß-Tuchhändler, ⚭ 1.) Elisabeth Maria Reymann von Reimannswalde, ⚭ 2.) Susanna Rötel von Reichenau († 1666)
            - Katharina von Pförtner († 10. August 1621), ⚭ Matthes von Asshelm, aus Rosswein (Sachsen) († 1617)
            - Georg von Pförtner und der Höllen († August 1607), Herr auf Pöpelwitz und Wilkau, Schöffe und Konsul in Breslau, ⚭ 1.) Magdalena von Uhtmann und Rathen, ⚭ 2.) Magdalena von Ladebach, ⚭ 3.) Susanne von Mühlheim und Plässwitz
              - Magdalena Pförtner, ⚭ 1.) Daniel von Dobschütz, ⚭ 2.) Valentin Kötzler von Steinach, ⚭ 3.) Leonhard von Mühlberg, kaiserlicher Rittmeister, ⚭ 4.) Jakob Hessler von Waldau
              - Susanna von Pförtner (Hermsdorf/Görlitz, 11. Juli 1654),  ⚭ Lukas von Schachtmann (auch Schachmann; † 1644), auf Hermsdorf/Görlitz und Königshain/Glatz.
              - Kunigunde von Pförtner († 1621), ⚭ Jakob von Rindfleisch (* 27. Juli 1575; † 24. April 1635), auf Ober-Sorau/Lausitz
              - Heinrich von Pförtner († 1660), Jurist, Herzoglich breslauischer Hofrichter, Herr auf Wilkau, ⚭ Elisabeth Seyfert von Rakowitz
              - Ernst von Pförtner († 27. November 1657), Jurist, auf Pöpelwitz, Pilsnitz, Groß und Klein Schottgau, Gandau, Jäschgüttel usw., Präses von Breslau und Direktor des Burglehens Namslau königlicher Mann und Kellerherr des schweid. Ratskellers, ⚭ Sidonia Susanna Haniwald von Eckersdorf
                - Maria Katharina von Pförtner, ⚭ George von Mutschelnitz, auf Siebischau, Pöpelwitz und Pilsnitz, kaiserlicher Hauptmann in Breslau
                - Sidonia Susanna von Pförtner (* 8. August 1624; † Bohrau/Strehlen 7. April 1656), ⚭ 1.) Niklas von Vogten († 3. Februar 1651) auf Bohrau und Pöpelwitz, 2.) Hans Georg von Debschitz († 1689) auf Fehebeutel, Pöpelwitz und Nieder-Örtmannsdorf
                - Ernst Moritz von Pförtner (* 12. Oktober 1632 in Pöpelwitz; † 22. November 1653 in Breslau)
                - Anna Barbara von Pförtner, ⚭ Balthasar von Knobelsdorff († 1682), auf Wannwitz, Groß Schottgau und Schweinern

    - Heinrich Pförtner von der Hölle († 22. März 1486), kaiserlicher Kriegsrat und Rittmeister, ⚭ (Name der Ehefrau unbekannt)
      - Thomas Pförtner genannt Zimmermann († 14. Januar 1531), auf Bruch 1 und 2, Flämischdorf, Grünthal und Keulendorf (Kreis Neumarkt), Ratsherr und Landschöffe, ⚭ 1.) Barbara von Seiffersdorf, ⚭ 2.) Anna von Strachwitz und Gäbersdorff
        - Blasius Pförtner († 22. November 1568) auf Bruch, Keulendorf und Flämischdorf, Stadtschreiber, Landschöffe und Ratsältester, ⚭ 1.) Barbara Schönknecht von der Freystadt, ⚭ 2.) Anna Rosina von der Heyde († 1546)
          - Thomas Pförtner, gefallen bei Ofen in Ungarn († 13. Oktober 1553)
          - Franz Pförtner (* 24. Februar 1529; † 20. Juli 1601), auf Keulendorf, Stadtschreiber und Bürgermeister in Neumarkt, ⚭ 1.) Eva Maria Tietz, ⚭ 2.) Ursula Schedell, ⚭ 3.) Martha von Ulmer genannt Rathen
            - Heinrich Pförtner († 6. Juni 1591 in Wien ermordet), Jurist
            - Thomas Pförtner († 12. Januar 1606 in Danzig), Hauptmann in Danzig, ⚭ Anna von Biedau († Neumarkt 1627)
            - Eleazar Pförtner († 22. März 1615), Groß-Kaufmann, Stadtschreiber und Ratsherr in Neumarkt, ⚭ Martha M. von Heugel a. d. H. Bettlern († 1624)
              - Eleazar Pförtner (* 29. November 1595; † um 1637), Jurist, Syndikus, Stadtschreiber und Ratsherr in Neumarkt, ⚭ Rosina Scholz von Rosenthal

            - Peter Pförtner († 1632), Bürgermeister von Köben, ⚭ Hedwig Eckhardt von Pimkau

          - Blasius Pförtner († 1. März 1600), Herr auf Teufelsbruch, ⚭ Anna Lange
            - Kaspar Pförtner († 2. März 1638), königlich polnischer Rittmeister, auf Bruch, Geschäftsmann in Neumarkt, ⚭ 1.) Johanna von John und Cosel, ⚭ 2.) Maria Frank, ⚭ 3.) Elisabeth Engelhart von Schnellenstein († 1628)
            - Paul Pförtner (5. April 1605 in Siebenbürgen), gefallen in den Türkenkriegen als kaiserlicher Fähnrich
            - Blasius Pförtner, auf Stentsch (Kreis Schwiebus), Münzverwalter des Kreises Kreuzburg, ⚭ Magdalena Hirsch von Kaltenbrunn (* um 1589) a. d. H. Böhmischdorff (Kreis Brieg)

          - Martin Pförtner († 25. April 1613), Herr auf Schlaupe, Fernhändler/Niederlande, Rathsherr in Neumarkt, ⚭ 1.) Hedwig von Uthmann und Schmolz (oder Rathen), ⚭ 2.) Anna von Schindel und Schönfeld
          - Peter (Petrus) († 4. Januar 1566 östlich von Krakau, Polen)
          - Paul Pförtner († 13. Juni 1625), auf Teufelsbruch und Grünthal, Ratsherr und Schöffe in Neumarkt, ⚭ Anna Lange(n) (Frau seines Bruders)

        - Jakob Pförtner († 14. November 1552 in Schweidnitz), auf Grünthal, Ratsherr, ⚭ Dorothea Freiin von Sack
        - Antonius Pförtner († 21. November 1596), auf Flämischdorf und Grünthal, Mitherr auf Bruch ⚭ Dorothea von Poley aus Breslau († um 1583)
          - Hieronymus Pförtner († 19. April 1590), auf Flämischdorf, Rathsherr in Neumarkt, ⚭ 1.) Anna Hedwig Fischer von Kroschwitz, ⚭ 2.) Henriette von Koschembar
            - Christoph Pförtner († 1577), gefallen in den Türkenkriegen
            - Siegmund Pförtner († 1. März 1581 verunglückt), Herr auf Flämischdorf, ⚭ Katharina von Schwobsdorff
              - Christoph Pförtner († 14. September 1612, jung, Reitunfall)

            - Anton Pförtner († 12. März 1611), Herr auf Grünthal, ⚭ Elisabeth Hoffmann von Hennersdorff
              - Hieronymus Pförtner, gefallen in den Türkenkriegen
              - Anton Pförtner (* 12. März 1601), gefallen in Polen

    - Balthasar Pförtner von der Hölle († 27. Juni 1497), Senator in Schweidnitz, ⚭ 1.) Anna Rothe (auch Rötichen), ⚭ 2.) Anne Hedwig von Löbea
      - Dominikus Pförtner von der Hölle (* 16. August 1482; † 20. November 1563), auf Weitzenrode und Borne, Kanzler des Fürstentums Schweidnitz-Jauer, Bürgermeister von Schweidnitz, Rittmeister, ⚭ 1.) Magdalene Freiin von Saltza und Lichtenau, ⚭ 2.) Katharina von Freund und Weistritz
        - Heinrich von Pförtner (* 16. April 1540; † 14. Dezember 1587), auf Weizenrode, Bürgermeister in Schweidnitz, ⚭ 1.) Rebecca Stöp(p)ler, 2.) Johanna von Heugel und Sägeschütz
          - Dominikus Pförtner von der Hölle (* 22. Mai 1584), Herr auf Ober-Sorau, ⚭ 1.) Susanne Krügkner, ⚭ 2.) Maria Magdalena von Rindfleisch
            - Ernst Heinrich Pförtner von der Hölle (* 20. August 1624), Herr auf Ober-Sorau und Weitzenrode (verk. 1666), ⚭ 1.) Anna von Sack, ⚭ 2.) Hedwig von Motschelnitz a. d. H. Herrn-Motschelnitz
              - Gottfried Karl Heinrich Pförtner von der Hölle (* 7. Januar 1663; † um 1729), auf Ober-Sorau und Seiffersdorf, ⚭ Ursula von Warkotzsch und Wilmsdorff (Kreis Kreuzberg, Oberschlesien)
                - Gottfried Gottlob Carl Pförtner von der Hölle, Herr auf Döringau, Netschütz und Seiffersdorf bei Freystadt und Plothow (Kreis Grünberg), ⚭ 1.) Eva Elisabeth Freiin von Seherr und Thoss, ⚭ 2.) Eleonore Dorothea Freiin von Arnold, ⚭ 3.) Sophie Erdmuthe von Oppel a. d. H. Leuthen
                  - Carl Gottlob Moritz Gottfried Pförtner von der Hölle († 22. November 1813 in Neiße), Herr auf Döringau und Netschütz, königlich preußischer Landrat und Kreisdeputierter des Kreises Freystadt, ⚭ 1.) Friederike Elisabeth von Langenn, ⚭ 2.) Louise Sophie Ernestine von Taubenheim
                  - Kaspar Friedrich Erdmann Pförtner von der Hölle (* 6. Mai 1756; † 15. November 1801), Herr auf Briesnitz (Kreis Crossen), Friedrichshayn (Kreis Reichenbach) und Wolfshayn (Kreis Bunzlau), königlich preußischer Premierleutnant, ⚭ Louise Margaretha von Langenn a. d. H. Stradow (Niederlausitz)
                    - Ferdinand Wilhelm Alexander Erdmann Pförtner von der Hölle (* Tauchel 16. April 1792; † 30. November 1873), auf Groß-Dobrisch, Beinsdorff, Osselwitz, Gruna usw. königlich preußischer Landrat des Kreises Sorau, Landesältester, ⚭ Luise Freiin von Troschke a. d. H. Weissig (Kreis Crossen)
                      - Ottilie Pförtner von der Hölle (* Groß-Dobritzen, 21. Mai 1824; † Kloster Zehdenik an der Havel 24. Juni 1905), ⚭ Hermann Pförtner von der Hölle († 5. Juni 1857), Jurist, königlich preußischer Kreisrichter und Deichhauptmann in Grünberg (Schlesien)
                      - Eugen Ernst Theodor Pförtner von der Hölle († Groß-Dobritzen 8. Februar 1821), auf Albrechtsdorff (Kreis Sorau), königlich preußischer Major, ⚭ Elisabeth Hille († 6. Dezember 1898)
                        - Paul Ferdinand Erdmann Pförtner von der Hölle (* Sorau 29. November 1850; † Aachen 12. Dezember 1932), königlich preußischer Generalleutnant, Ehrenritter des Johanniterordens, ⚭ Adele Semmler (* Borna 28. Dezember 1849; † 23. September 1907)

                      - Hugo Wilhelm Erdmann Pförtner von der Hölle (* Groß-Dobritzen 30. Dezember 1822; † Haynau/Liegnitz 24. Oktober 1883) auf Steinborn (seit 1846), Landesältester Kreis Freystadt, ⚭ Luise Henriette Amalie von Förster (* Mittlau 28. April 1831; † Haynau 2. November 1903)
                      - Helene Ottilie Elisabeth Erdmuthe Pförtner von der Hölle (* Steinborn 12. Juni 1854; † Gera 8. Mai 1922), ⚭ Friedrich (Fritz) von Mayer (* Pasewalk 21. April 1842; † Grünberg (Schlesien) 8. Oktober 1914) auf Rohden (Saalfeld, Ostpreussen), königlich preußischer Oberstleutnant
                      - Richard Pförtner von der Hölle (* 16. Februar 1840; † 5. April 1913), auf Schmarker Ellguth und Görnsdorff und Teil von Mittel Stradam, Generallandschaftspräsentant für Mittelschlesien, königlich preußischer Rittmeister, ⚭ Hedwig von Saenger a. d. H. Grabowo (Kreis Posen)
                        - Walther Pförtner von der Hölle (* 25. Mai 1875; † 15. Juli 1915), auf Schmarker Ellguth und Reiterhof in Leobschütz (Oberschlesien), Rittmeister und Eskadronchef im Husarenregiment Nr. 6, ⚭ Karoline (Lilli) von Zülow (* Neuruppin 19. April 1877; † 21. Juli 1954 in Calulo Libolo, Angola)
                          - Ingeborg Pförtner von der Hölle (* 14. November 1900), ⚭ 1.) Wilhelm Freiherr von Stein zu Nord- und Ostheim, Plantagenbesitzer in Angola, ⚭ 2.) Hermann Weyhe, Zahnmediziner († 11. März 1965 in Luanda, Angola)
                          - Hellmuth Pförtner von der Hölle (* Leobschütz 16. Juli 1904; † Plön 8. September 1977), Elektrokaufmann und Geschäftsbesitzer in Stettin, Landwirt und Kaffeepflanzer in Angola, ⚭ Magdalene Martha Maria Kurth († 8. Oktober 1966 in Dollern (Kreis Stade))
                          - Heinz Erdmann Pförtner von der Hölle (* Leobschütz 12. Januar 1908; † Lübeck 7. Oktober 1973), techn. Kaufmann ⚭ Elisabeth Undine Schwarz (* Kiel 26. September 1907; † 13. Dezember 1984 in Lübeck), OP-Krankenschwester

### Nebenlinie
- Tiburtius Pförtner von der Hölle (* Freystadt um 1447; † 17. September 1553), Bürgermeister und Ratsherr von Freystadt, ⚭ 1.) Anna Eleonore von Kretschmar (* Freystadt, 1472; † ebd. 1502), ⚭ 2.) Hedwig von der Heyde a. d. H. Jackschönau (* Groß-Särchen 16. Mai 1476; † Freystadt 1513)
  - Balthasar Pförtner (* Freyst 1500; † 25. Februar 1568), Schöffe und Senator in Freystadt, ⚭ Katharina Thumhagen (auch Zumhagen) (Freystadt 3. Dezember 1550)
    - Melchior Pförtner, zu Schlawe (ledig)

  - Melchior Pförtner († 1573), Gewürz und Tuchhändler, Ratsherr in Freystadt, ⚭ 1.) Barbara Deige, ⚭ 2.) Dorothea Tzachisch, ⚭ 3.) Ursula Marschner (* Freystadt um 1512; † ebd. 1578)
    - Joachim Pförtner († 1606 jung)
    - David Pförtner († 20. Mai 1662 zu Fraustadt in Polen)
    - Caspar Pförtner († 1630 jung), Ratsherr in Freystadt
    - Melchior Pförtner (* um 1588; † 17. Januar 1626 im Duell)
    - Balthasar Pförtner, Handelsmann und Ratsherr in Freystadt, ⚭ Dorothea von Heintze (* Sagan 9. November 1556; † Fraustadt (Polen) 13. Oktober 1643)
      - Johann Melchior von Pförtner (* Fraustadt 11. Oktober 1666; † Deutsch-Kessel 7. Juli 1725), auf Schärtendorf, Deutsch-Kessel und Logischen (Kreis Guhra) und 1722 böhmischer Adelsstand, 1723 Reichsritterstand mit Prädikat „Ritter Pförtner von Pförtnern“, ⚭ Hedwig Helene von Warkotzsch und Wilmsdorff (auch Warkotsch; † 14. April 1735)
        - Gottfried Georg Heinrich Ritter von Pförtner († Schärtendorf 17. April 1737) auf Plothow und Schärtendorff, königlich preußischer Rittmeister, ⚭ Johanne Christiane vom Berge und Herrendorff, a.d.H. Kottwitz (* Kottwitz 4. April 1699; † Grünberg um 1768). T.d. Hans Siegismund vom B.u.H. auf Kottwitz Kreis Trebnitz u.d. Magdalene von Stössel. a.d.H. Sasterhausen.
        - Andreas Ernst Ritter von Pförtner († 2. Oktober 1758) auf Plothow und Schärtendorff und Arrendator von Dehne (Kreis Sorau), ⚭ Katarina Elisabeth von Oppell a. d. H. Leuthen (* 17. April 1708; † 28. August 1751), T.d.Georg Abraham v. O.a.d.H. Leuthen,auf Thiemendorf u.d. Katharina Elisabeth v.Haugwitz a.d.H. Tschistey.
        - Carl Gottlob von Pförtner, auf Schärtendorff, Dankwitz (verk.), Plothow und Deutsch Kessel, ⚭ 1.) Christiane Helene von Taubadel (gesch. 1759), ⚭ 2.) Charlotte Wilhelmine Elisabeth von Taubadel (Schwester der 1. Gemahlin, erste Ehe mit Wilhelm von Siegroth und Schlawikau)
        - Sophie Theresa Helene (* Dankwitz 11. Februar 1747), ⚭ 1. Johann August von Richardy († Leuthen 18. April 1774), ⚭ 2. Cuno Ehrenreich von Winning († 12. Februar 1783) auf Sternberg
        - Karl Siegismund Nikolaus († 19. Juni 1811), auf Dankwitz und Neudorff, Deputierter des Kreises Namslau, ⚭ 1. Karoline von Prittwitz und Gaffron († 22. März 1839 Lampersdorf), ⚭ 2. Henriett Praetorius von Richthofen (* Dobergast 9. Oktober 1874)
        - Karoline Wilhelmine Erdmuthe (* Dankwitz 23. März 1787; † Nieder-Seichwitz 26. Januar 1860), ⚭ Franz von Paczinsky und Tenczin (Reinersdorff?) auf Beatenhof und Groß-Strehlitz (Oberschlesien)
        - Florentine Juliane Sophie von Pförtner († Berlin 3. Dezember 1873), ⚭ Ernst Ritter von Kölichen (* Rauden 28. Dezember 1799) auf Kittlitztreben, Bergassessor
        - Ernst Ludwig von Pförtner, Fahnenjunker, auf Fritschendorff, Griesel und 1/2 Deutsch Sagar (Kreis Crossen), ⚭ Charlotte Luise von Winning († um 1807 in Griesel)
        - Andreas Ernst von Pförtner († Griesel 21. April 1836) auf Griesel (seit 1809) und Stentsch, ⚭ Helene Karoline Freiin von Glaubitz und Altenagel (* Baunau um 1788; † Griesel 19. Januar 1815)
        - Charlotte Friederike Adolfine (* Griesel 28. Oktober 1800; † Bad Landeck (Schlesien) 14. Juli 1881), ⚭ Ernst von Winning (* Schönwalde (Kreis Sorau) 11. Oktober 1790; † Züllichau 14. Dezember 1866) auf Grochow, Klein-Kreutsch und Eschenwalde, königlich preußischer Rittmeister
        - Ernestine Karoline  Henriette (* Griesel 24. Juli 1804; † Marienbad (Böhmen) 24. Juli 1840), ⚭ August von Winning (* Schönwalde 18. August 1794; † Dresden 1. Januar 1872) auf Kalke bei Triebel (Niederlausitz)
        - Helene Eleonore (* Plothow 13. Dezember 1732; † Wilkau (Kreis Schwiebus) 12. Juni 1764), ⚭ 1. Christoph Maximilian Erdmann Graf von Nassau-Hartmannsdorff (* um 1720 auf Hartmannsdorff; † ebenda 6. April 1752), königlich preußischer Hauptmann und Adjutant seines Vaters, ⚭ 2. Friedrich Wilhelm von Sommerfeld (* Wilkau 20. August 1724; † ebenda 22. Februar 1796) auf Wilkau mit Vorwerk Friedrichswerder, königlich preußischer Kapitän, Landesältester und Landrat des Kreises Schwiebus